# Michael Eggerbauer
Michael Eggerbauer (né le 18 février 1960 à Füssen) est un joueur allemand de hockey sur glace. Il était défenseur dans le championnat allemand.

## Carrière
Venant d'une famille amatrice de hockey sur glace, Michael Eggerbauer commence sa carrière professionnelle en 1979 à l'EV Füssen. Après trois saisons, il arrive au Mannheim ERC dans une ligne défensive avec Harold Kreis. En 273 matchs, il marque 17 buts. En sept années à Mannheim, il est quatre fois vice-champion d'Allemagne en 1982, 1983, 1985 et 1987. En 1988, il signe pour deux ans avec le BSC Preussen puis une saison pour les Lions de Francfort et une autre pour Krefelder EV. Il termine en 1996 sa carrière dans une seule et dernière saison  à l'EV Füssen, descendu en seconde division.

## Retraite
Aujourd'hui Michael Eggerbauer est agent immobilier.